# Volk en Taal
 (décembre 2024).
La mise en forme du texte ne suit pas les recommandations de Wikipédia : il faut le « wikifier ».
Les points d'amélioration suivants sont les cas les plus fréquents :
- Les titres sont pré-formatés par le logiciel. Ils ne sont ni en capitales, ni en gras.
- Le texte ne doit pas être écrit en capitales (les noms de famille non plus), ni en gras, ni en italique, ni en « petit »…
- Le gras n'est utilisé que pour surligner le titre de l'article dans l'introduction, une seule fois.
- L'italique est rarement utilisé : mots en langue étrangère, titres d'œuvres, noms de bateaux, etc.
- Les citations ne sont pas en italique mais en corps de texte normal. Elles sont entourées par des guillemets français : « et ».
- Les listes à puces sont à éviter, des paragraphes rédigés étant largement préférés. Les tableaux sont à réserver à la présentation de données structurées (résultats, etc.).
- Les appels de note de bas de page (petits chiffres en exposant, introduits par l'outil «  Source ») sont à placer entre la fin de phrase et le point final[comme ça].
- Les liens internes (vers d'autres articles de Wikipédia) sont à choisir avec parcimonie. Créez des liens vers des articles approfondissant le sujet. Les termes génériques sans rapport avec le sujet sont à éviter, ainsi que les répétitions de liens vers un même terme.
- Les liens externes sont à placer uniquement dans une section « Liens externes », à la fin de l'article. Ces liens sont à choisir avec parcimonie suivant les règles définies. Si un lien sert de source à l'article, son insertion dans le texte est à faire par les notes de bas de page.
- La présentation des références doit suivre les conventions bibliographiques. Il est recommandé d'utiliser les modèles {{Ouvrage}}, {{Chapitre}}, {{Article}}, {{Lien web}} et/ou {{Bibliographie}}. Le mode d'édition visuel peut mettre en forme automatiquement les références.
- Insérer une infobox (cadre d'informations à droite) n'est pas obligatoire pour parachever la mise en page.

Pour une aide détaillée, merci de consulter Aide:Wikification.
Si vous pensez que ces points ont été résolus, vous pouvez retirer ce bandeau et améliorer la mise en forme d'un autre article.
Volk en Taal traduit littéralement "Personnes et langue", était une revue folklorique de la région de Renaix-Waregem (1888-1895) publiée par un groupe d’enseignants qui s’appelaient eux-mêmes les Zantersgilde (en Français : "Guilde des Zanters" ) de Flandre méridionale.

## Plus d'information sur Volk en Taal
Volk en Taal était une revue folklorique de la région de Renaix-Waregem (1888-1895), publiée par un groupe d’enseignants qui s’appelaient eux-mêmes les Zantersgilde de Flandre méridionale, y compris Kamiel van Caeneghem, A. van Heuverswyn et parfois aussi Victor de Lille. Le magazine a d’abord été sous-titré « Maandschrift over customs, geschiedenis, taalvraag, ... et à partir de 1891-1892 'en Dietsche belangen'. Sa devise était la prononciation de Guido Gezelle « Ma Flandre parle sa propre langue », et après Amaat Joos, « La langue est un lieu commun, où les autocrates et les tyrans sont inconnus, et où chaque région a le droit de faire entendre sa voix. »
La revue adopte un point de vue linguistiquement particulariste, ultramontain et antisocialiste et implique l’activité folklorique dans la lutte contre la déchristianisation et la francisation. À partir de 1892, le magazine a été imprimé par Léonce du Castillon à Waregem. Le groupe autour de la revue soutenait les étudiants flamands catholiques dans le commémoration De Albrecht Rodenbach
à Roulers en 1888. Le point culminant de l’activité du groupe de Volk en Taal a été la fondation à Audenarde d’une union catholique flamande (1889), où principalement  Hector Plancquaert est passé au premier plan. De plus, en 1890, ce syndicat soutenait la Ligue catholique flamande et en 1891 l’Union des enseignants de Flandre occidentale. Van Caeneghem est devenu secrétaire de la Ligue catholique flamande et a utilisé Volk en Taal comme porte-parole de l’organisation, y compris un plaidoyer pour la formation d’un parti flamand radical. À partir de 1892, on peut également lire des pièces d’inspiration paternaliste, « dans lesquelles apparaissent de rares traits chrétiens-démocrates » (Lode Wils).

## Page de la Revue 1893

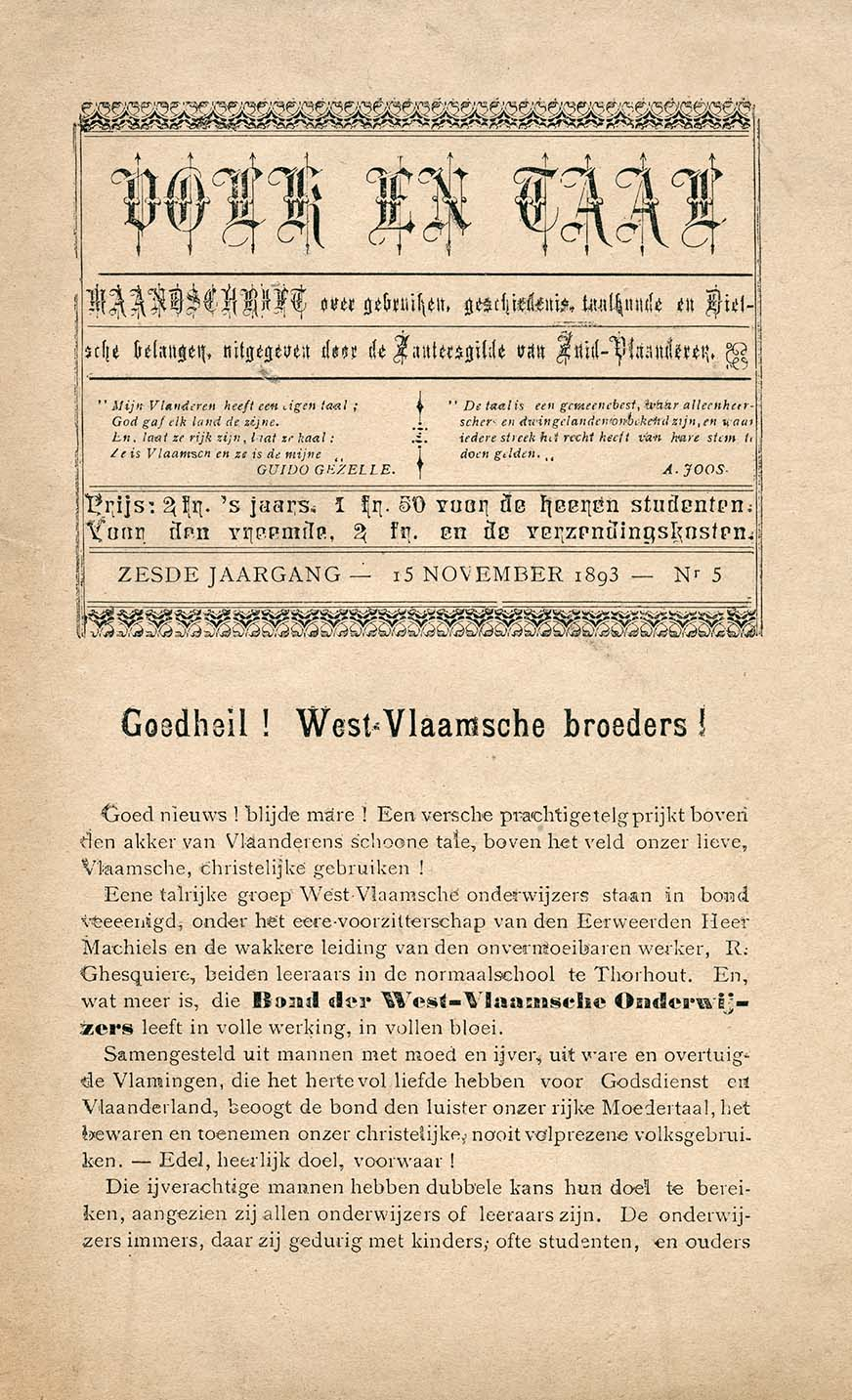
Volk en Taal : Revue mensuelle sur les coutumes, l'histoire, la linguistique et les intérêts flamands, publiée par la Guilde des Zanters de la Flandre méridionale

L'image montre une page d'une revue mensuelle intitulée "Volk en Taal" (Peuple et Langue) datant du 15 novembre 1893. Elle contient des informations sur les coutumes, l'histoire, la linguistique et les intérêts flamands, ainsi qu'un message de bienvenue aux enseignants de la Flandre occidentale.